# Robert E. Lee
Robert E. Lee (anglès: Robert Edward Lee)  (Stratford Hall, 19 de gener de 1807 - Lexington, 12 d'octubre de 1870) fou un militar estatunidenc.
Graduat a l'Acadèmia Militar dels Estats Units, va ser oficial d'enginyeria militar durant més de trenta anys a les Forces Armades dels Estats Units d'Amèrica abans de l'esclat de la Guerra Civil durant la qual es va distingir com a comandant de l'Exèrcit de Virgínia del Nord. Després va obtenir el comandament dels exèrcits confederats.
Destacà especialment a la campanya de Mèxic (1846-48). Tot i que considerava que la secessió dels Estats del Sud era inconstitucional, i que personalment s'oposava a l'esclavatge perquè anava contra les lleis de Déu, quan Virgínia es va unir a la Confederació va oferir els seus serveis al govern de Jefferson Davis. Durant la Guerra de Secessió (1861-65) fou general en cap de l'exèrcit sudista. Malgrat aconseguir victòries notables, a la batalla de Gettysburg (1863) s'iniciaren una sèrie de derrotes que acabaren amb la capitulació de l'exèrcit confederat a Appomattox. El 1865 fou elegit president del Washington College fins a la seva mort.

## Biografia
Robert Edward Lee va néixer el 19 de gener de 1807 a Stratford Hall, al comtat de Westmoreland, Virgínia. Era fill del major general Henry Lee III (Light Horse Harry) i la seva segona esposa Anne Hill Carter. La mare de Lee va créixer a Shirley Plantation, una de les cases més elegants de Virgínia. El pare de Lee, un plantador de tabac, va patir greus problemes financers a causa d'inversions fallides.
No es coneixen gaires detalls de la infantesa de Lee, ja que rarament en va parlar d'adult. No se sap res de la seva relació amb el seu pare que, després de deixar la seva família, va esmentar a Robert una sola vegada en una carta. Quan se li va donar l'oportunitat de visitar la tomba del seu pare a Geòrgia, hi va romandre només breument; no obstant això, durant la seva etapa com a president del Washington College, va defensar el seu pare en un esbós biogràfic mentre n'editava les memòries.
El 1809, Harry Lee va ser empresonat per un deute; poc després del seu alliberament l'any següent, Harry i Anne Lee i els seus cinc fills es van traslladar a una petita casa al carrer Cameron a Alexandria, Virgínia, perquè hi havia escoles locals de gran qualitat i també perquè diversos membres de la seva família vivien a prop. El 1811, la família es va traslladar a una casa al carrer Oronoco, encara a prop del centre de la ciutat i a prop de les cases de diversos parents.
Lee va entrar a West Point l'estiu de 1825. En aquell moment, el focus del currículum era l'enginyeria; el cap del Cos d'Enginyers de l'exèrcit supervisava l'escola i el superintendent era un oficial d'enginyeria. No se'ls va permetre els cadets fins que haguessin acabat dos anys d'estudi i poques vegades se'ls va permetre sortir del recinte de l'Acadèmia. Lee es va graduar segon de la seva promoció, darrere de només Charles Mason (que va deixar l'exèrcit un any després de graduar-se). Lee no va incórrer en demèrits durant els seus quatre anys, una distinció compartida per cinc dels seus 45 companys de classe. El juny de 1829, Lee va ser ascendit a tinent del Cos d'Enginyers. Després de graduar-se, mentre esperava la seva destinació, va tornar a Virgínia per veure la seva mare, que va morir a Ravensworth el 26 de juliol de 1829.
Fidel cristià, a Lee li agradava filosofar en particular sobre la guerra. Quan Virgínia es va separar de la Unió l'abril de 1861, Lee va optar per lluitar pel seu estat d'origen, malgrat el seu desig de veure que el país romangués intacte i malgrat l'oferta d'un comandament a la Unió. Quan l'administració de Lincoln li va fer aquesta oferta en silenci, va respondre:
| « | Veig la secessió com una anarquia... Però com em podria portar a treure l'espasa contra el meu estat d'origen, la meva família, els meus amics?" | » |

El 14 de juny va ser nomenat un dels cinc generals de l'exèrcit de la Confederació. Durant el primer any de la guerra, va servir com a assessor militar del president confederat Jefferson Davis.
Un cop va prendre el comandament de l'Exèrcit de Virgínia del Nord (un gran exèrcit del Sud que operava al Teatre de l'Est) el 1862, aviat va emergir com un hàbil tàctic i un excel·lent comandant del camp de batalla, guanyant la majoria de les seves batalles contra exèrcits de la Unió numèricament molt superiors, en particular. a la batalla de Chancellorsville (també anomenada la batalla perfecta de Lee pel seu lideratge heroic davant un enemic el doble de nombrós). Ràpidament es va convertir en una "llegenda del sud" i alguns el van batejar com La guineu grisa.
Les estratègies a llarg termini de Lee són més qüestionables, i les seves dues principals ofensives al nord van acabar amb derrotes a la batalla d'Antietam i la batalla de Gettysburg. Les seves tàctiques agressives, que es tradueixen en nombroses baixes en un moment en què la Confederació està escassa, han estat objecte de crítiques en els últims anys. Les campanyes del general de la Unió Ulysses S. Grant (futur president dels Estats Units el 1868) van soscavar la Confederació el 1864 i el 1865. El 31 de gener de 1865, va ser nomenat general en cap de l'exèrcit confederat Malgrat les greus baixes infligides a l'enemic, Lee és incapaç de canviar el rumb de la guerra. Va trobar-se amb Grant a Appomattox el 9 d'abril de 1865 afectant greument la moral dels sudistes. L'exèrcit de Virgínia del Nord es va rendir, altres forces confederades van capitular ràpidament després de la seva rendició. Lee demana posteriorment la reconciliació entre unionistes i exconfederats.
Després de la guerra, va esdevenir president de la Universitat de Washington, que va ser rebatejada com a Universitat Washington i Lee després de la seva mort. Va donar suport al programa de reconstrucció del president Andrew Johnson, alhora que s'oposava a les propostes dels republicans radicals per donar als esclaus alliberats el dret de vot i treure'l als exconfederats. Insta a la reintegració dels antics confederats a la vida política de la nació. Lee es va convertir en el gran heroi de Guerra del Sud i una icona de la postguerra de la "causa perduda dels Estats Confederats d'Amèrica" per a algunes persones. Però la seva popularitat va créixer sobretot després de la seva mort el 1870, fins i tot entre els nord-americans que van acabar admetent el talent del general virginià.

### Abans de la guerra
| « | La meva principal preocupació és ser un cristià humil i seriós" | » |

#### Joventut i formació
Robert E. Lee va néixer el dia 19 de gener de 1807 a la plantació de Stratford Hall al comtat de Westmoreland, al nord-est de Virgínia. És el cinquè fill del general Henry Lee III ( 1756-1818), que va ser governador de Virgínia, i de la seva segona esposa, Anne Hill Carter. (1773 - 1829)
La família Lee prové d'una de les famílies més antigues de Virgínia. Henry Lee III era un amic i un dels generals de la Guerra d'Independència de George Washington- Anne Hill Carter és descendent de Robert "King" Carter i va créixer a la finca de la plantació de Shirley, Virgínia. Henry Lee III va malgastar la fortuna de les seves dues esposes successives abans d'abandonar la seva família i marxar cap a les Índies Occidentals. Va morir quan el seu fill Robert només tenia 11 anys, deixant la família paralitzada pels deutes. La família Lee es va traslladar llavors a Alexandria, deixant la plantació, heretada, al fill gran de Henry Lee.
Molt bon estudiant de l'Acadèmia d'Alexandria, Robert Lee va ingressar a l'Acadèmia Militar de West Point el 1825. Sergent després d'un any d'escolaritat, destaca en tàctiques militars i artilleria. Juntament amb cinc cadets més, es va distingir per no rebre cap avís durant els seus quatre anys d'entrenament. El 1829, es va graduar segon de la seva promoció (de 46 oficials).

#### Carrera militar a l'exèrcit dels Estats Units
| « | El pitjor error de la meva vida va ser la meva educació militar. | » |

#### Oficial d'enginyeria (1829-1855)
Graduat a West Point, Robert Lee va començar una carrera com a oficial d'enginyer (US Engineer Corps) amb el grau de segon tinent. Primer va ser assignat set mesos a Fort Pulaski a Geòrgia i després va ser traslladat a Fort Monroe, a la península de Virgínia, on va participar activament en la construcció de Fort Calhoun. Va ser durant la seva assignació a Fort Monroe que es va casar el 1831.
De 1834 a 1837, Lee va ser assistent a l'oficina de l'enginyer en cap a Washington (Districte de Columbia). Va ser ascendit al grau de primer tinent el 1836. El 1837, supervisa els treballs d'enginyeria del port de Saint-Louis (Missouri) i les obres d'art sobre el Mississipi i el Missouri. El 1838 va ser ascendit a capità i el 1842 va ser assignat com a enginyer en cap a Fort Hamilton.

#### Guerra de Mèxic (1846-1848)

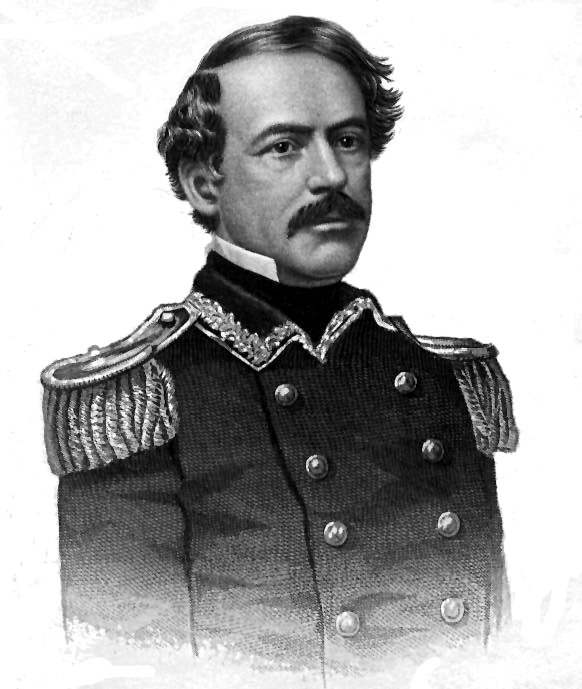
Robert Edward Lee amb l'uniforme d'un coronel de la Unió.

El capità Robert Lee va participar en la Guerra de Mèxic (1846-1848) durant la qual va contribuir a diverses victòries americanes en saber explotar el terreny com a oficial d'estat major. Aidant de camp de Winfield Scott durant la marxa de Veracruz a Ciutat de Mèxic, Lee va participar en les batalles de Contreras, Churubusco i Chapultepec on va resultar ferit a més. És citat tres vegades per valentia. És distingit honorablement amb el grau de coronel. Durant aquest conflicte, coneixerà el capità Ulysses S. Grant, futur líder de les forces del nord.
Després de la Guerra de Mèxic, va passar tres anys a Fort Carroll a Baltimore, Maryland. En particular, en aquest moment va rebutjar una oferta del Secretari de Guerra, Jefferson Davis, d'ordenar un atac a l'illa espanyola de Cuba.
El setembre de 1852, Lee esdevingué superintendent de l'Acadèmia Militar de West Point. Hi va passar tres anys mentre el seu fill Custis Lee era un jove allà. Deixarà el primer de la seva promoció el 1854.

#### Oficial de cavalleria (1855-1860)
El 1855 Lee va ser ascendit a tinent coronel del nou 2 regiment de cavalleria. Després va deixar el Cos d'Enginyers, on havia servit durant 25 anys, i va prendre el comandament a Camp Cooper a Texas. En particular, va protegir els pioners d'allà dels atacs dels apatxes i dels comanxes. Aleshores viu lluny de la seva família mentre la seva dona està malalta permanentment.

#### El llegat de la plantació d'Arlington
El 1857, Robert Lee es va convertir en l'executor del seu sogre, George Washington Parke Custis., i hereu de la seva plantació d’Arlington i 196 esclaus, tots destinats a ser emancipats dins dels cinc anys següents a la mort del seu antic propietari segons el seu testament Però Lee no vol abandonar l'exèrcit i decideix contractar un capataz encarregat de gestionar la plantació. Incapaç de trobar la persona adequada, Lee ha de decidir prendre un permís de dos anys per dirigir la plantació. Aleshores es troba amb dificultats amb mitja dotzena d'esclaus que pensaven que serien lliures immediatament després de la mort del seu antic amo. Tres d'ells van fugir al nord el 1859, però van ser capturats i portats de tornada a Virgínia. Lee va ser atacat personalment pel New York Tribune per haver assotat als tres esclaus al seu retorn, cosa que Lee negaria. En 1862, al final dels cinc anys previstos en el testament de Custis, Lee va fer alliberar tots els esclaus de la plantació.
Segons l'historiador Glenn D. Brasher, la posició de Lee amb relació a l'esclavitud és sens dubte menys clara i menys cavalleresca que la imatge que en donen els promotors de la causa perduda. Segons ell, les fonts confirmen que Lee va fer assotar els tres esclaus fugits de la plantació d'Arlington. Una altra plantació heretada de George Custis al comtat de New Kent, anomenada Casa Blanca, va servir temporalment de quarter general de les tropes del general George McClellan, que segons ell va permetre a molts periodistes observar l'estat de miseria en què vivien els esclaus pertanyents a Lee.

#### Harpers Ferry (1859)
L'octubre de 1859, John Brown i 21 dels seus homes van intentar assaltar l'armeria de la ciutat de Harpers Ferry a l'oest de Virgínia. Al capdavant d'una companyia de marines i soldats de la milícia de Maryland i Virgínia, Lee va tenir l'encàrrec d'arrestar els homes del comando de Brown amagats a l'armeria amb ostatges. Després que Brown es negués a deixar les armes i rendir-se, Lee va ordenar l'assalt als insurgents. Brown i els supervivents del seu comando van ser capturats ràpidament.

#### La crisi de la secessió (1860-1861)
El 1860, Robert Lee va continuar servint amb distinció a l'exèrcit dels Estats Units, però el febrer de 1861, Texas, on estava estacionat Lee, es va separar. El general David E. Twiggs, general comandant de l'exèrcit federal a Texas, es va posar al servei dels secessionistes i va lliurar el comandament de l'exèrcit federal (4.000 homes inclòs Lee) a la sobirania de Texas.
Robert Lee és políticament hostil a la secessió, que considera una traïció als pares fundadors. Després va tornar a Washington on, a proposta del general Winfield Scott, general comandant de l'exèrcit de la Unió, el nou president, Abraham Lincoln, el va nomenar coronel del primer regiment de cavalleria el 28 de març de 1861. Tres setmanes després de la seva promoció, Lincoln li va oferir un comandament amb el grau de general.
El 5 d'abril, el govern de Lincoln li va oferir discretament el comandament de l'exèrcit per tornar al Sud pel bon camí, però aquest últim, vinculat al seu estat natal, Virgínia, va respondre.:
| « | Veig la secessió com una anarquia... Però, com puc treure l'espasa contra el meu estat d'origen, la meva família, els meus amics? | » |

Quan aquest està a punt d'unir-se als Estats Confederats d'Amèrica després de l'inici de la batalla de Fort Sumter, el 18 d'abril de 1861, Robert Lee refusa la seva promoció a l'exèrcit de la Unió, dimiteix el 20 d'abril i torna a Virgínia on, el 23 d'abril, pren el comandament de les forces armades de Virgínia.
Certament, no va ser en nom de la política esclavista del Sud que es va unir als Estats Confederats d'Amèrica sinó en nom de la lleialtat al seu estat natal. A més, Lee havia emancipat els seus esclaus poc abans de les onades secessionistes.

### Guerra civil

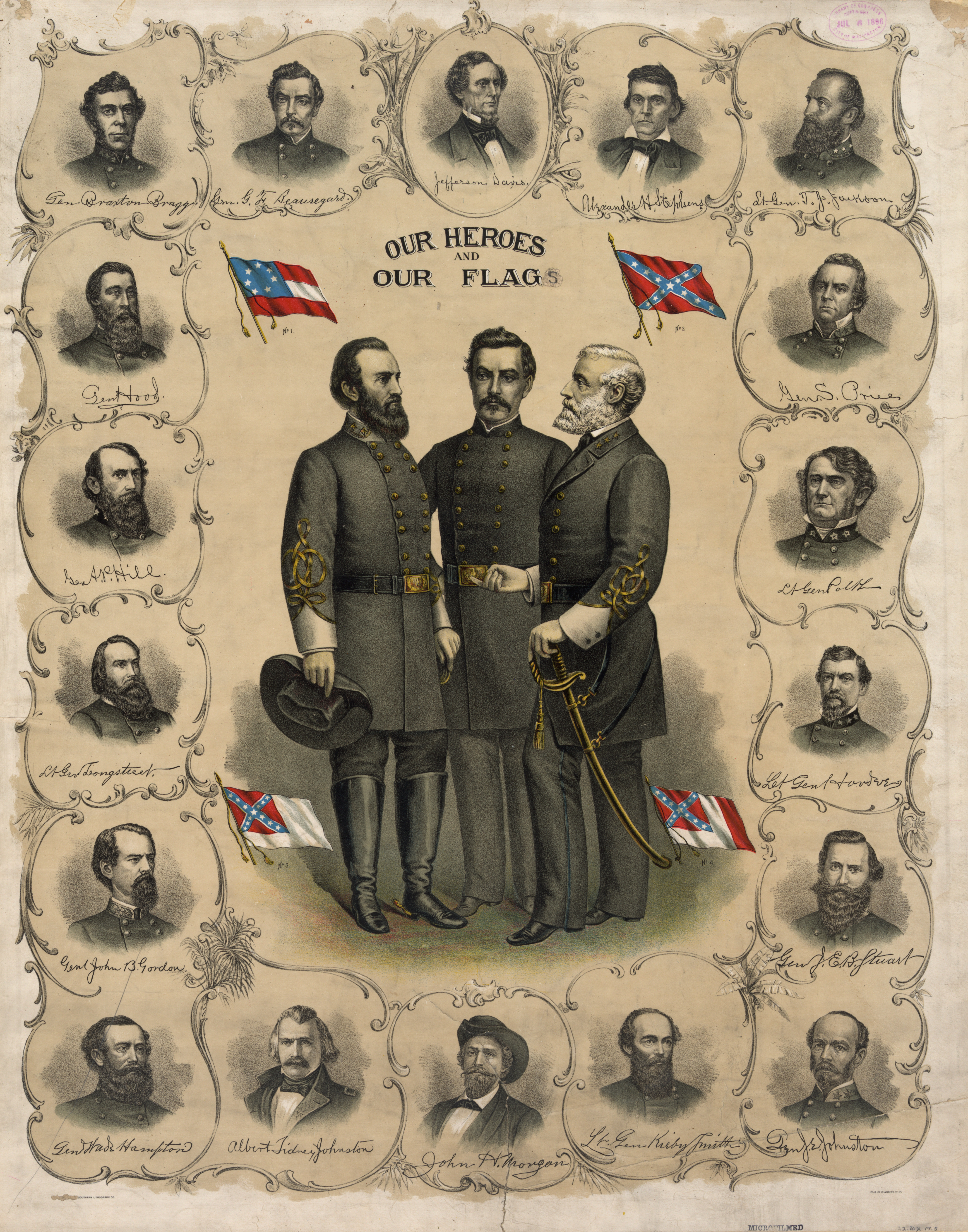
Els generals Stonewall Jackson, Pierre Gustave Toutant de Beauregard i Robert Lee, cartell confederat.

| « | En totes les meves perplexitats i angoixes, la Bíblia no ha deixat maig de donar-me llum i força". | » |

| « | Vaig anar al Congrés i sembla que no poden fer res més que menjar cacauets i mastegar tabac, mentre el meu exèrcit està morint de gana. | » |

| « | La guerra... era una condició innecessària del negoci, i s'hauria pogut evitar si s'hagués practicat la tolerància i la saviesa per ambdues parts". | » |

| « | Afortunadament la guerra és una cosa horrible; en cas contrari, podríem gaudir-ne. | » |

#### Inici de la guerra
Robert Lee va ser primer el comandant de les forces armades de Virgínia abans de la formació de l'Exèrcit dels Estats Confederats, del qual es va convertir en un dels cinc primers generals.
Aleshores, Lee va prendre el comandament de l'Exèrcit Confederat de Virgínia Occidental i va experimentar el seu bateig de foc a la Batalla de Cheat Mountain. Després va organitzar les defenses de la costa oriental de Carolina i Geòrgia on va constatar la inexistència de la marina confederada.

#### Comandant de l'Exèrcit de Virgínia del Nord

Bandera de l'Exèrcit de Virgínia del Nord.

En acabat es va convertir en assessor militar del president confederat Jefferson Davis abans d'assumir el comandament de l'Exèrcit de Virgínia del Nord el juny de 1862.

#### Campanya de la península i Set Dies
Durant la primavera de 1862, l'exèrcit del Potomac, comandat pel general George McClellan, va avançar cap a Richmond, la capital confederada. El general Joseph Eggleston Johnston ha estat ferit l'11 de juny de 1862 a la Batalla dels Set Pins, Lee va prendre el comandament de l'exèrcit de Virgínia del Nord amb l'objectiu de defensar la ciutat i repel·lir l'exèrcit del nord. El seu nomenament va provocar un debat a la premsa del sud, que el considerava massa tímid i poc agressiu per a aquest tipus de comandaments. Després de supervisar l'enfortiment de les defenses de Richmond durant les tres primeres setmanes de juny, el general Lee va llançar una sèrie d'atacs contra les forces armades de McClellan (Batalles dels Set Dies). Malgrat les fortes pèrdues confederades i la superació numèrica, Lee va aconseguir aturar-se i conduir a McClellan de tornada al riu James. La derrota és dura per a la Unió gràcies a l'estratègia agressiva de Lee.

#### Segon Manassas
Després de la retirada de McClellan, el general Lee va guanyar una altra victòria sobre l'exèrcit ianqui a la Segona batalla de Bull Run, considerada per molts historiadors com la seva obra mestra operativa.

#### Campanya de Maryland
Tenint el camí lliure després d'aquesta victòria a Manassas, va decidir llavors per primera vegada envair Maryland, amb l'esperança en particular de reposar els seus subministraments i equipament i, possiblement, influir en eleccions de mig mandat dels Estats Units al nord. També esperava reunir els sudistes de Maryland a la Confederació, però la decepció va ser gran, molt pocs s'hi van unir. L'exèrcit de McClellan es va enfrontar de nou a l'exèrcit constantment superat en nombre del general Lee durant la campanya de Maryland i va patir derrotes. Però decideix reunir les seves tropes a Sharpsburg per lliurar una gran batalla decisiva. Així va començar la batalla d'Antietam. Ajudat pel general Stonewall Jackson, Lee va aconseguir resistir els assalts de McClellan en la que segueix sent una de les batalles més sagnants de la Guerra Civil, abans de retirar-se finalment a Virgínia, permetent al president Abraham Lincoln utilitzar aquesta victòria per proclamar l’emancipació dels esclaus que porta la guerra. a un objectiu abolicionista i posar moral i diplomàticament la Confederació a la defensiva.

#### Campanya de Fredericksburg
Encara que va poder repel·lir a Lee a Antietam, McClellan no va poder destruir el seu exèrcit. Lincoln va decidir llavors substituir-lo al comandament de l'Exèrcit del Potomac pel general Ambrose Burnside. Aquest ataca Fredericksburg el 12 de desembre de 1862. Aquesta batalla de Fredericksburg va acabar amb una altra victòria per al general Lee i l'Exèrcit de Virgínia del Nord, però sobretot en un desastre per a la Unió.

#### La batalla perfecta de Lee, l'obra mestra del general Lee
Burnside és reemplaçat al seu torn pel general Joseph Hooker, que ataca a Lee el maig de 1863 al llogaret de Chancellorsville. Lee va intentar una tàctica arriscada: Dividiu l'exèrcit enemic que és dues vegades superior en nombre. La indecisió de Hooker combinada amb l'enginyosa estratègia de Lee va ser suficient per fer de la batalla una altra victòria de Lee. No obstant això, segueix sent amarg. El general Stonewall Jackson, un dels millors i més efectius comandants de Lee, va resultar ferit durant el contraatac, abans de morir de pneumònia uns dies després.

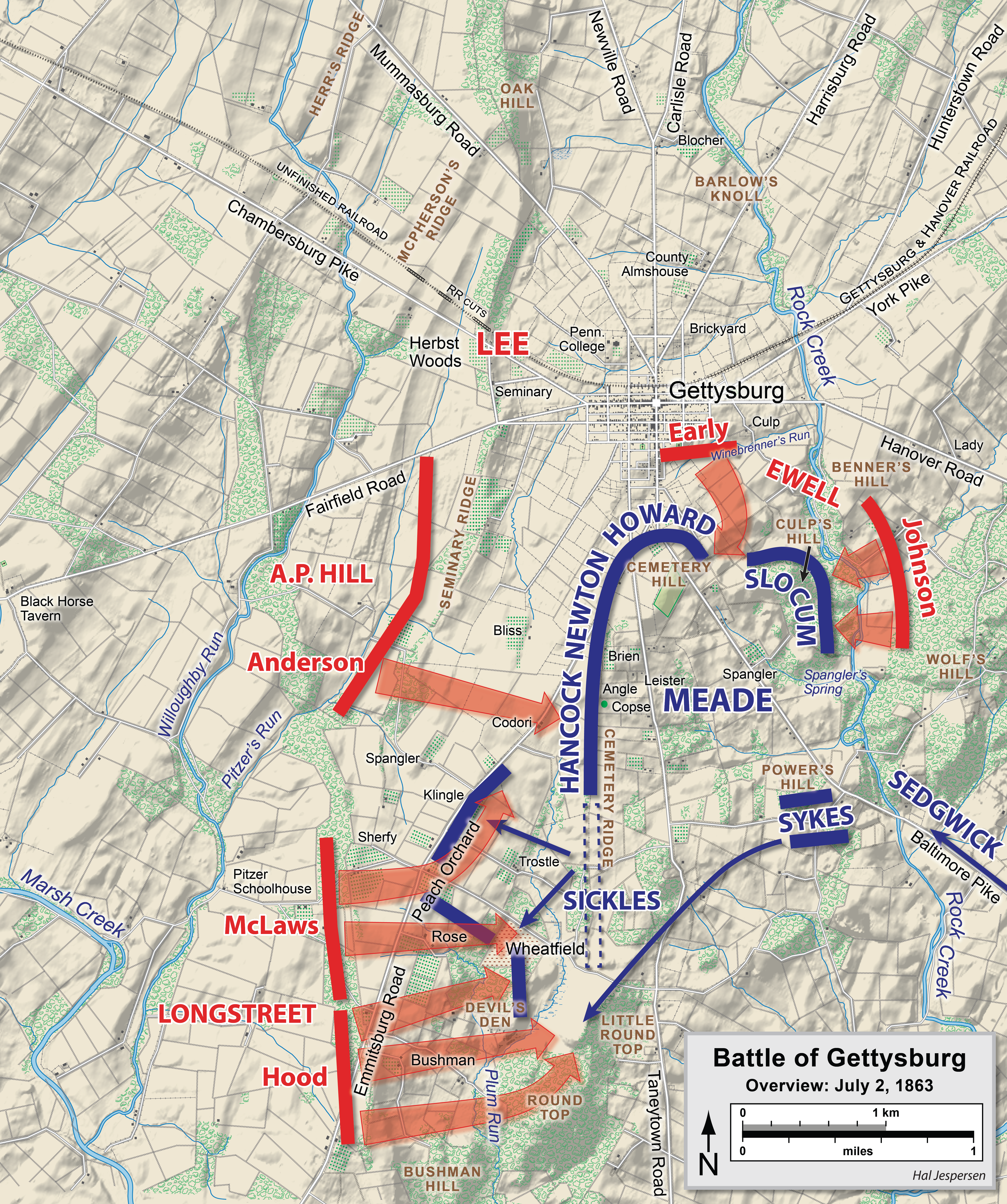
Pla del segon dia de la batalla de Gettysburg, 2 de juliol de 1863. Es poden notar moltes ofensives confederades a les posicions del nord.

Després d'una sèrie de victòries inesperades per a la Confederació gràcies a Lee, es converteix en una autèntica llegenda del sud, un heroi al camp de batalla. I la moral dels del nord era en aquell moment molt baixa mentre que els del sud no podien amagar la seva alegria.

#### Campanya de Gettysburg
El juny de 1863, el general Lee va intentar una segona invasió del Nord directament després de la seva victòria a Virgínia però, després de les grans pèrdues a Chancellorsville, la majoria dels seus subordinats havien estat entregats i no tenien experiència. Els 75.000 homes de l'Exèrcit de Virgínia del Nord formats en tres cossos d'exèrcit (el de Longstreet, Hill i Ewell) es van reagrupar a finals de juny a Cashtown, situat a 10 km a l'oest de Gettysburg a Pennsilvània, i després amenacen Baltimore, Filadèlfia i Washington. Es van trobar davant dels 90.000 homes dels exèrcits del Potomac, ara comandats pel general George G. Meade.
Comença la lluita entre els dos exèrcits l'11 de juliol amb avantatge dels sudistes que obliguen als nordistes a retirar-se als turons al sud de la ciutat després de la mort del general Reynolds, que va rebre un tret a la gola per un franctirador del sud. El 2 de juliol, Lee vol atacar les posicions federals. Però James Longstreet, un dels generals del seu cos, va suggerir que Lee aprofités el moment de debilitat de la Unió per marxar cap a Washington. Però Lee es nega, l'enemic és allà i hem de lluitar contra ell. Se li ha d'infligir una derrota decisiva que obligaria a Lincoln a acceptar la independència dels Estats Confederats d'Amèrica. Alguna cosa més: els generals del sud especialitzats en l'ofensiva estaven absents: Stonewall Jackson havia mort recentment, Jeb Stuart havia d'arribar durant el dia. Aleshores va ordenar al cos de Longstreet, un oficial bastant expert en estratègies defensives, de llançar un assalt al flanc esquerre de la Unió, sobretot a Little Round Top, però la Unió va resistir heroicament. Aquest assalt va anar acompanyat de més assalts per part dels inexperts AP Hill i Richard Ewell a les línies de la Unió a Cemetery Ridge, Cemetery Hill i Culp's Hill. Però aquests també van ser rebutjats. El 3 de juliol, decideix carregar amb 13.000 infants d'infanteria (càrrega de Pickett), en va.

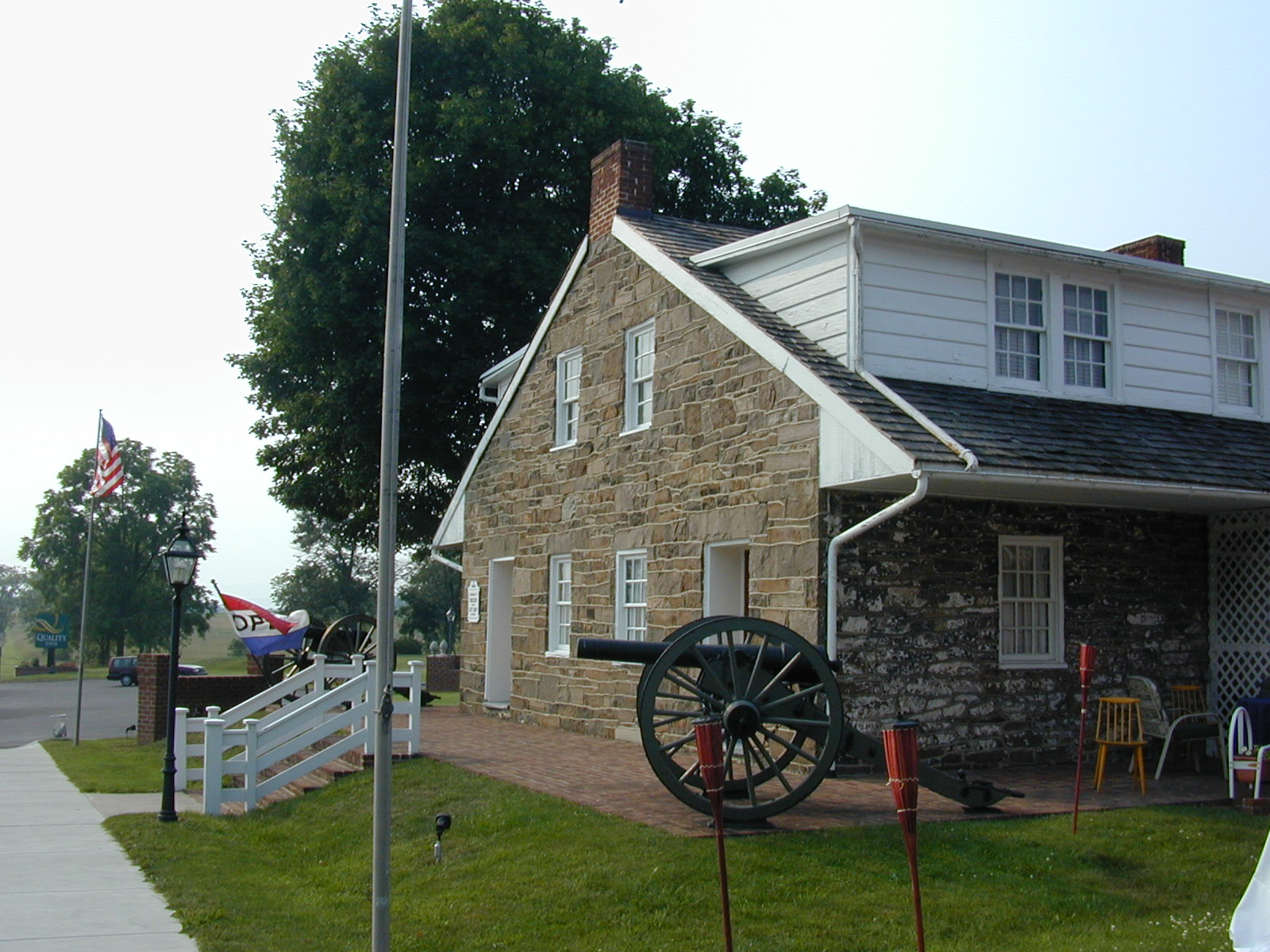
Quarter general de Lee durant la batalla de Gettysburg.

Després de tres dies durant els quals el resultat semblava incert, Lee va ordenar una retirada, deixant enrere més de 23.000 dels seus soldats, morts, ferits, capturats o desapareguts (32 % de pèrdues). A vegades es culpa a Meade de no perseguir prou a Lee després de la batalla per destruir l'Exèrcit de Virgínia del Nord. Decebut per la derrota, Lee ell mateix va a trobar-se amb les seves tropes i assumeix tota la responsabilitat de la derrota, presentant després la seva renúncia al president Jefferson Davis que la rebutja. No obstant això, Lee aconsegueix portar les restes del seu exèrcit a la riba sud del Potomac. Ja constantment superat en nombre per l'Exèrcit de la Unió, i mal equipat, l'Exèrcit Confederat no es recuperaria de les pèrdues patides a la batalla de Gettysburg, la més sagnant de tota la Guerra Civil.

#### Bristoe i Mine Run
Després de Gettysburg, Meade intenta derrotar l'exèrcit del nord de Virgínia del general Lee. Durant la campanya de l'estació de Bristoe (13 d'octubre - 7 de novembre), la Unió va treure un lleuger avantatge sense aconseguir realment els seus objectius. Després, durant la campanya Mine Run (del 27 de novembre al 2 de desembre), cap dels dos bàndols aconsegueix obtenir un avantatge clar sobre el seu oponent. La persecució de Meade va fracassar, però Lee i els seus generals també estaven decebuts. No van aconseguir destruir l'exèrcit del Potomac.

#### Campanya terrestre

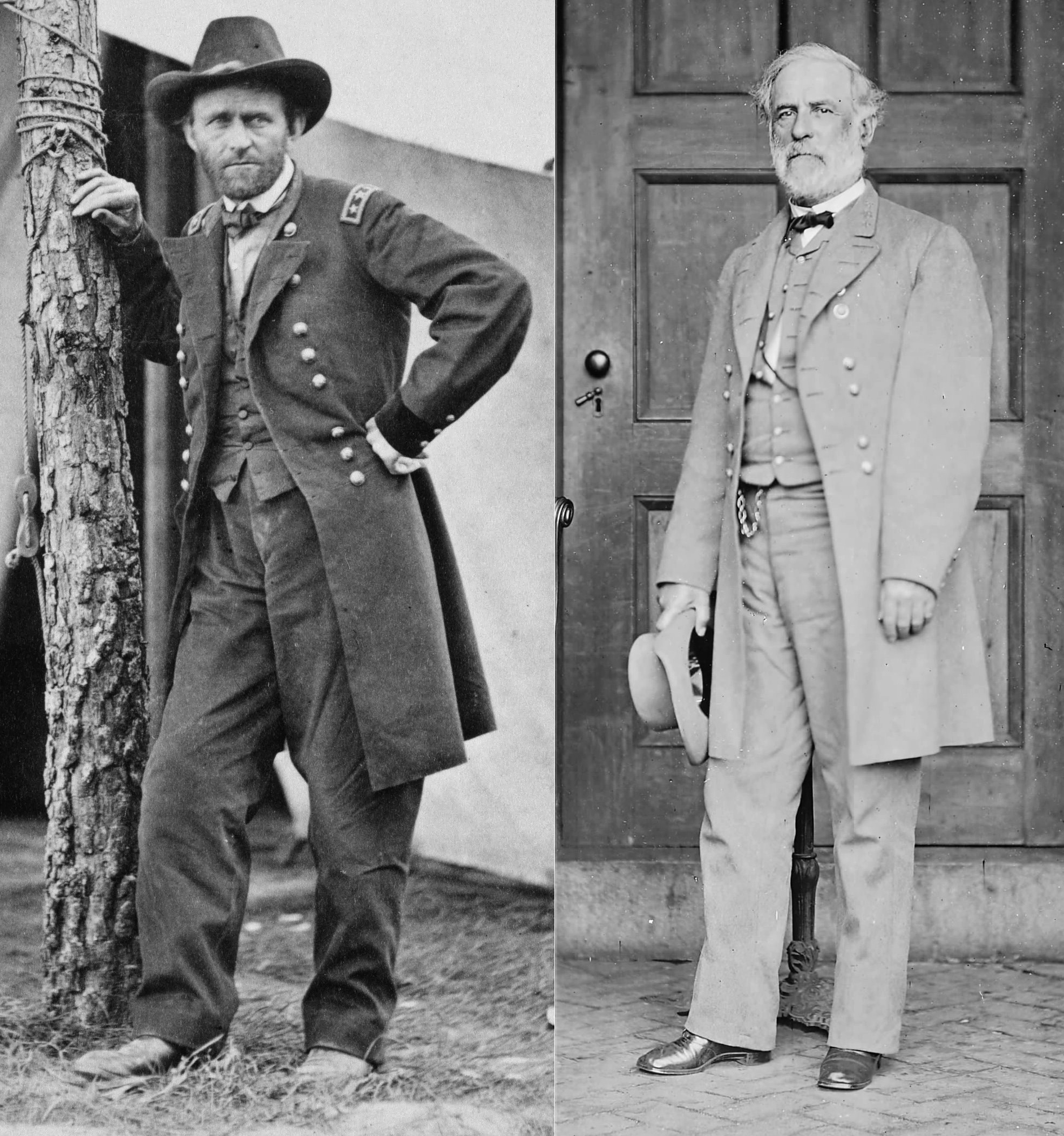
Retrats del nord d'Ulysses S. Grant i del sud de Robert Lee, adversaris al teatre oriental de la Guerra Civil Americana de 1864 a 1865.

A l'arribada del general Ulysses S. Grant com a comandant en cap del nord en aquest front, el general Lee va haver de fer una guerra de desgast contra ell al llarg de 1864, resistint els cops del seu oponent. L'objectiu de Grant a la campanya Overland era destruir l'exèrcit de Lee mitjançant una estratègia de desgast. Té molts més recursos materials i humans per a això que el seu oponent. Així, tot i que Lee aconsegueix cada cop resistir i aturar cada atac de l'exèrcit de Grant, aquest, tanmateix, continua avançant cap al sud. Les victòries de Lee, a costa de moltes vides humanes tant del sud com del nord, a les batalles de Wilderness, Spotsylvania i Cold Harbor no van impedir que Grant continués avançant cap a Richmond.

#### Campanya de Richmond-Petersburg i Shenandoah

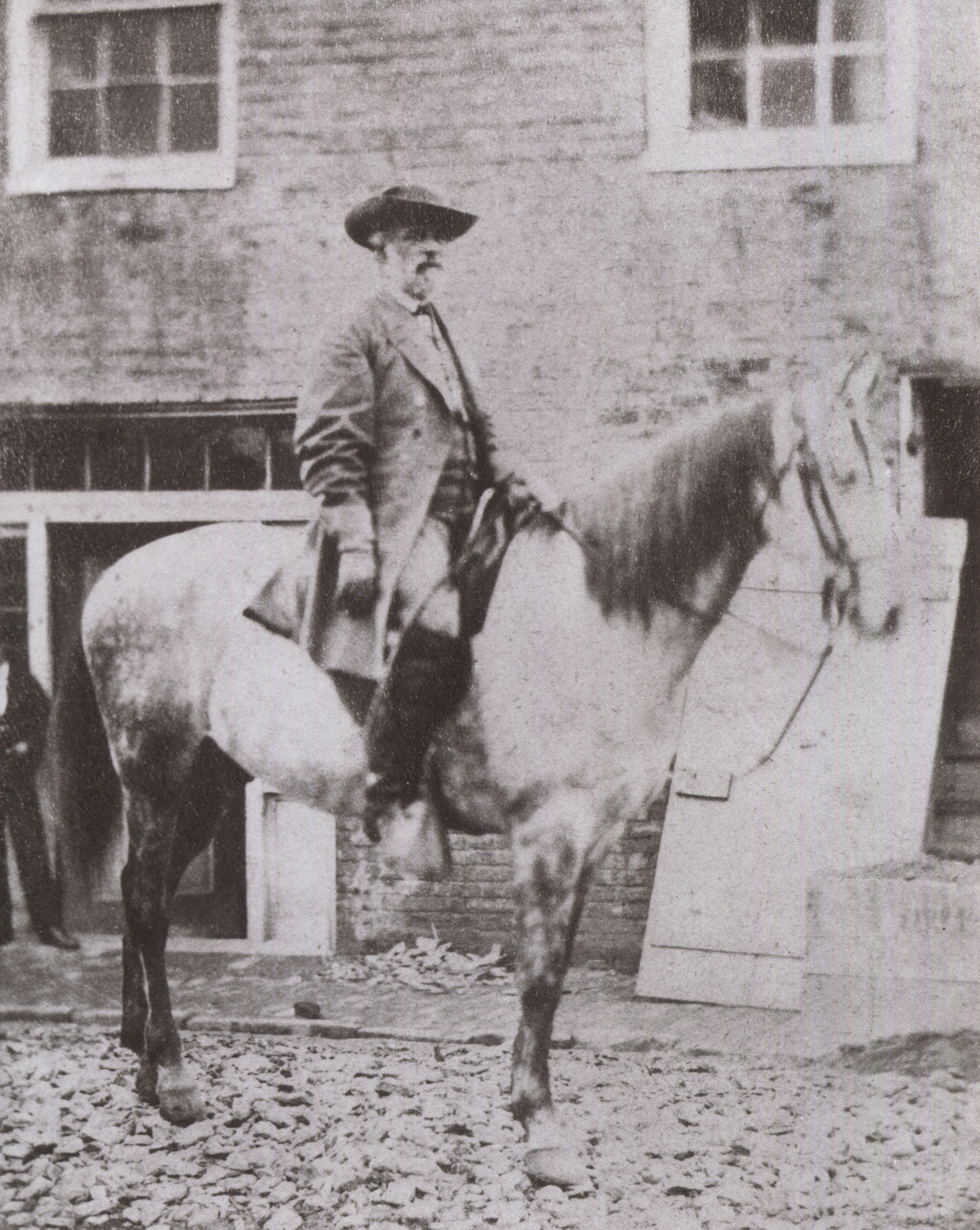
Robert Lee al seu cavall Traveller el 1864 durant el setge de Petersburg.

Després de travessar furtivament el riu James, Grant condueix les seves tropes al voltant de Petersburg, un nus ferroviari vital per a Richmond i per a l'exèrcit de Lee del nord de Virgínia, que intenta afluixar el control de la ciutat. Per a Grant, el setge de Petersburg constitueix un canvi d'estratègia respecte a la campanya Overland, durant la qual la prioritat era derrotar els exèrcits de Lee directament sobre el camp de batalla. Amb Petersburg, Grant tria un objectiu estratègic i polític per detenir a Lee i assetjar-lo durant el temps que sigui necessari, o atraure'l a una lluita decisiva a la intempèrie.
El setge de Petersburg va durar del juny de 1864 al març de 1865 marcat per múltiples desercions d'un exèrcit confederat dispar, desanimat, famolenc i superat en nombre. Durant tretze mesos, les forces de la Unió van intentar assaltar la ciutat de Petersburg, la defensa de la qual havia estat confiada al general PGT Beauregard. També preocupat per l'avanç de les tropes de la Unió a la vall de Shenandoah, que amenaçaven els subministraments de les tropes confederades amb seu a Virgínia, Lee va enviar el cos d'exèrcit del general Jubal A. Early per expulsar les forces de la Unió de la vall i, si era possible, amenaçar-los. Washington, per obligar Grant a reduir les forces armades del nord que encerclen Petersburg. D'hora comença les seves exitoses operacions militars, passa per Harpers Ferry, creua el Potomac i comença a avançar cap a Maryland. Per contrarestar-ho, Grant va desplegar el Cos d'Exèrcit d’Horatio G. Wright i altres tropes annexes. Després d'unes quantes victòries, Early va haver de retirar-se a Virgínia on estava constantment sota la pressió de les tropes del nord. Va aconseguir derrocar un cos d'exèrcit del nord que pretenia unir-se a Grant i reinvertir Pennsilvània on va cremar la ciutat de Chambersburg (Pennsilvània), en represàlia per la destrucció comesa per l'exèrcit del nord a la vall de Shenandoah.
Grant va assignar llavors Philip Sheridan, comandant de la cavalleria de l'Exèrcit del Potomac, amb el comandament de totes les forces armades de la Unió a la regió, unides per a l'ocasió com l’Exèrcit de Shenandoah. Per la seva banda, Robert Lee va enviar tropes confederades per reforçar l'exèrcit d'Eary, però van ser atacats per sorpresa per una divisió de cavalleria de la Unió. Després de diverses batalles, aprofitant la dispersió de les forces d'Eary, Sheridan va atacar prop de Winchester, Virginia. Al principi va haver de retirar-se i unir-se a posicions defensives a Fisher's Hill on va ser novament atacat per Sheridan i obligat a retirar-se a Waynesboro, Virginia. Amb l'exèrcit de Early debilitat i contingut, la vall de Shenandoah es va obrir a les tropes de la Unió on Sheridan va fer una campanya de terra cremada, presagiant la marxa de Sherman cap al mar el novembre de 1864. L'objectiu és evitar que la Confederació proveeixi els seus exèrcits a Virgínia, i l'exèrcit de Sheridan executa aquesta ordre sense pietat, cremant collites, graners, molins i fàbriques. A l'octubre, a la batalla de Cedar Creek, Early va derrotar dos terços de l'exèrcit de la Unió, però les seves tropes, morint de fam i esgotades, van trencar files per atacar el camp de la Unió. Aleshores Sheridan va aconseguir reunir les seves tropes i va infligir una derrota decisiva a Early abans de fer el seu camí per unir-se a Grant al setge de Petersburg.

### General en Cap dels Exèrcits Confederats

#### Antecedents i nomenament
L'any 1865, la situació de la Confederació, molt mancada d'homes, era crítica. Fins i tot comencem a parlar d'una dictadura política i militar com la República Romana. L'escollit per al treball seria la llegenda del sud : general virginí Robert E. Lee. La "Guineu grisa" de fet posseïa una gran reputació tot i estar atrapada a Petersburg. Però Lee sempre havia dit que rebutjaria qualsevol oferta d'un paper polític i no volia assumir una responsabilitat addicional, ja que havia d'assegurar d'alguna manera la defensa de Richmond i Petersburg. Però encara queda la qüestió de la centralització del comandament militar, que podria facilitar les coses. Fins ara, l'exèrcit era dirigit per Jefferson Davis a través dels seus cinc generals de l'exèrcit. El 16 de gener, el Congrés d'Estats Confederats vota per nomenar el general Lee com a comandant en cap dels exèrcits confederats. És finalment el 31 de gener que es promulga el nomenament, sense ni tan sols haver avisat ni consultat l'acord del beneficiari.

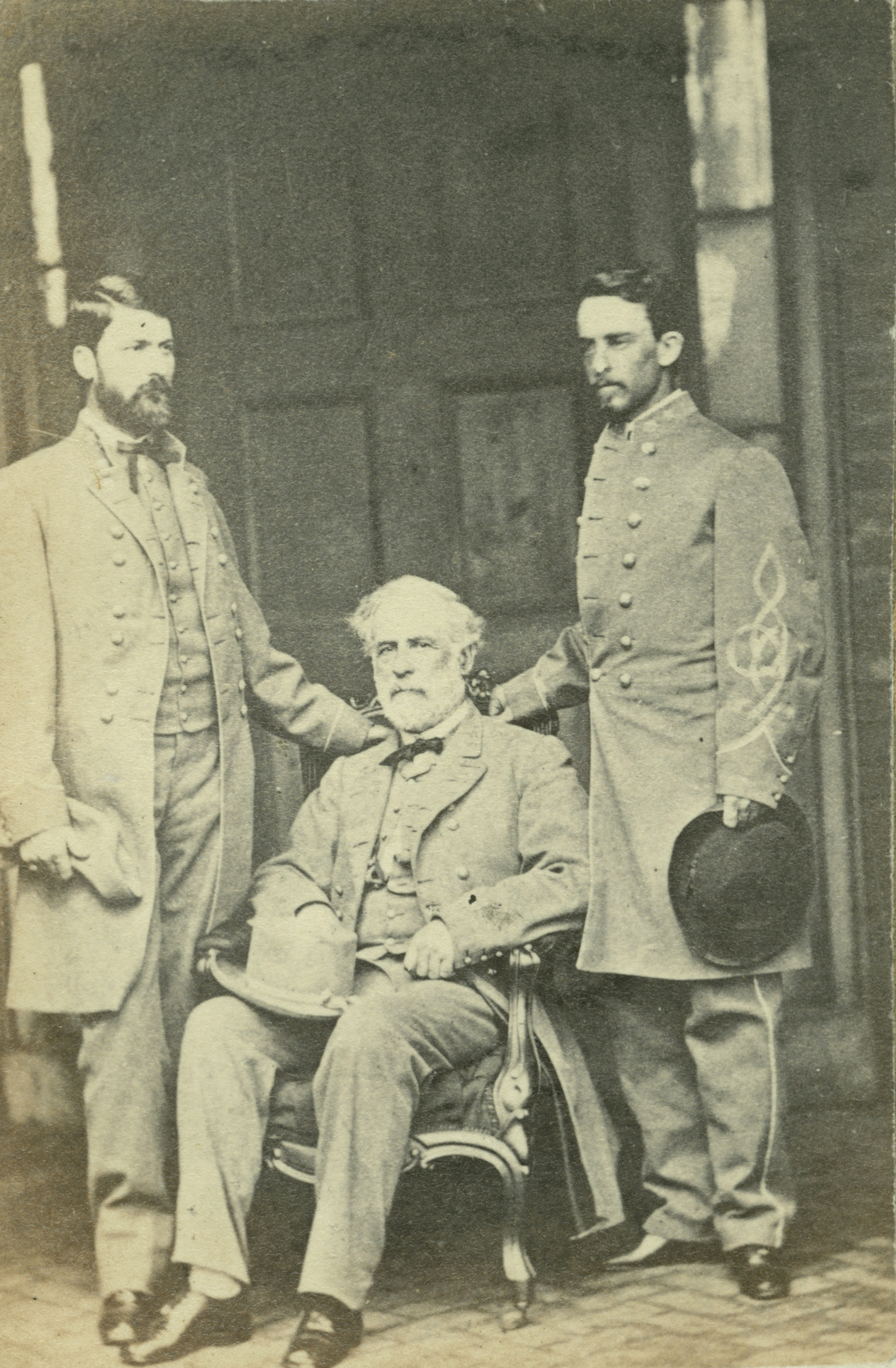
Lee amb el seu fill Custis (esquerra) i l'ajudant de camp Walter H. Taylor (dreta). Fotografia de Mathew Brady presa el 16 d'abril de 1865 a la residència de Lee a Richmond, Virgínia.

A falta de mà d'obra, la qüestió de l'armament dels esclaus es va convertir en un problema principal per a les tropes confederades. Malgrat l'hostilitat dels civils, Lee finalment va aconseguir que els esclaus es reclutin a l'exèrcit confederat. A canvi d'aquest servei, els soldats-esclaus i les seves famílies serien emancipats.

#### Campanya Appomattox
La resta de l'exèrcit d'Early és finalment derrotada en la batalla de Waynesboro, el 2 març 18652 de març de 1865. Una nova derrota del Sud intervé de nou al moment de la batalla de Fort Stedman, el25 març 186525 de març de 1865, donant un cop devastador a l'exèrcit de Lee, presagiant la caiguda de Petersburg del 2 al 3 d'abril. Les tropes del nord llancen un assalt final a les trinxeres de la ciutat. Malgrat una heroica defensa confederada, Lee es va veure obligat, sota la pressió dels ianquis, a retirar les seves forces de Petersburg i després de Richmond a causa de l'assalt de la Unió a la Batalla de Five Forks que va marcar l'inici de la campanya Appomattox. La capital del sud, ara indefensa, va ser abandonada i cremada. Es va dirigir cap a l'oest en un intent d'unir-se a les unitats comandades pel general Joseph E. Johnston a Carolina del Nord. Envoltat de nou, conscient de la impossibilitat de revertir el curs dels esdeveniments, Lee resisteix la crida d'alguns dels seus oficials per dur a terme una Guerra de guerrilles a les muntanyes. Van seguir tres dies de lluita a la Batalla d'Appomattox Court House.

#### Rendir-se a Appomattox
L'exèrcit de Virgínia del Nord està envoltat per tres costats. Aleshores, Lee decideix capitular a Appomattox (Virginia) el 9 d'abril de 1865 després de diverses propostes del General Grant els dies 7 i 8 d'abril.
Els termes de la rendició van ser honorables perquè els soldats del sud van poder tornar a casa sense les seves armes, però amb els seus cavalls, amb la condició que ja no reprèn el combat contra els Estats Units. Les condicions de la rendició de Grant s'ajusten a Lee, ja que preveuen que els oficials seran posats en llibertat condicional, juntament amb la seva propietat, que els soldats també estaran en llibertat condicional. Lee assenyalant que els confederats havien lluitat amb els seus propis cavalls, Grant es nega a canviar els termes de la rendició, però assegura que cada soldat del sud que reclami un cavall o una mula podrà tornar a casa amb l'animal, perquè pugui treballar l'any següent. Lee reconeix que això funcionarà a favor de la reconciliació nacional.
Robert E. Lee va ser un general de l'exèrcit dels Estats Confederats. No obstant això, portava un uniforme amb ratlles de coronel simbolitzades per tres estrelles al coll. Aquest era efectivament el seu rang a l'inici de la Guerra Civil.

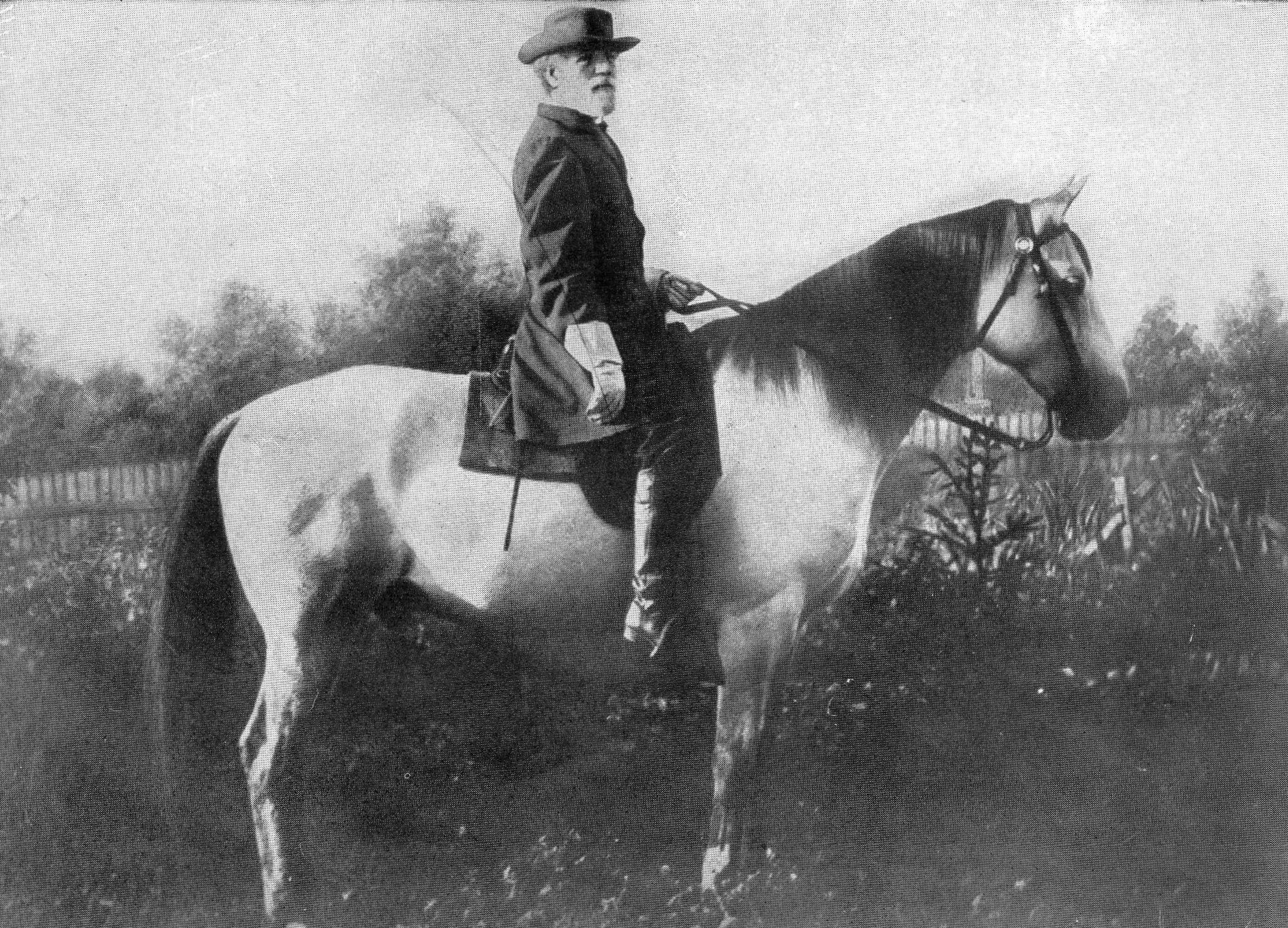
El general Lee el setembre de 1866, muntant el seu famós cavall Traveler (1857-1871).

- Lee va muntar Traveler durant gran part de la guerra. El cavall, nascut Greenbrier, va ser adquirit pel general el febrer de 1862 i el va acompanyar durant moltes batalles de la guerra i fins a la seva mort. Traveller mor en algun moment després de Lee després d'agafar el tètanus. El cavall és conegut a la cultura popular i té un paper important en un còmic Casaques Blaves: Bronco Benny. En altres llocs, Lee va elogiar Traveller a les seves cartes.
- A més de Traveler, també va estar acompanyat d'una gallina durant gairebé dos anys. Així, a principis de 1862, una gallina de la varietat gallina negra s'escapava d'un carregament i es va refugiar a la tenda del general, que va decidir guardar-la. Es deia Nellie i seguia en Lee allà on anava. El maig de 1864, a causa de la fam que s'apoderava de les files dels meridionals, la gallina va ser sacrificada pel criat de Lee per servir-la. Lee se n'assabenta l'endemà, sorprès de la seva absència. El seu estómac li hauria capgirat.
- Durant la seva rendició a Appomattox, Lee va anar magníficament vestit amb el seu bell uniforme gris i amb l'espasa de desfilada. Per contra, el tinent general Grant anava mal vestit i les seves botes estaven cobertes de fang. Grant també testimonia el contrast del seu vestit amb el de Lee a les seves memòries. També afegeix que era bastant petit mentre que Lee feia gairebé 1,83 m.

- Després de la rendició de Lee a Appomattox, el major general George G. Meade es va trobar amb Lee, el seu oponent durant la batalla de Gettysburg. Meade es va treure la gorra i el va saludar, però en Lee no el va reconèixer de seguida. Quan finalment va saber qui era, el general virginià va exclamar:
| « | Però què fas amb tot aquest gris de la teva barba? | » |

De fet, Meade s'acabava de recuperar d'una setmana de malaltia que li hauria donat un aire "salvatge".